# Каутский, Ханс
Ханс Каутский (нем. Hans Kautsky; 13 апреля 1891, Вена — 15 мая 1966, Словения, Камнишка-Быстрица) — австрийский химик, первооткрыватель синглетного кислорода, флуоресценции хлорофилла, а также названного его именем эффекта Каутского. Он также внес значительный вклад в изучение ассимиляции углекислого газа и химию кремния.

## Семья
Отец Ханс Вильгельм Иосиф Каутский (1864—1937) был профессором искусств и живописцем при императорском дворе Пруссии и работал в Вене и Берлине. Младшие братья Роберт Каутский (1895—1962; Венская государственная опера — главный мастер по реквизиту) и Фриц (геолог в Швеции). Дедушка Венцель Иоганн Баптист Каутский (1827—1896) был художником и сценографом в Праге, бабушка Минна Каутская (1837—1912) была актрисой и писательницей. Дядей Хансу Каутскому приходился социал-демократический теоретик Карл Каутский (1854—1938). Ханс был старшим ребёнком в семье из пятерых детей, у него было два брата и две сестры.
Сын Ханса Каутского, доктор Ханс Каутский-младший, получил образование океанографа в Лейпциге и в течение многих лет руководил исследованиями на знаменитом корабле «Метеор», а также был членом Международного агентства по атомной энергии в Париже и Вене.

## Биография
Ханс Каутский сначала получил образование как живописец и рисовальщик в Голландии, хотя с юных лет больше интересовался химией. В 1911—1917 годах Каутский изучал химию в Берлинской высшей технической школе. Во время Первой мировой войны проходил военную службу в испытательной лаборатории по контролю качества производства противогазов. В 1919 году женился на подруге своей юности — Марте Урбан, они прожили в гармоничном браке более 40 лет. В 1920 году у них родился сын. После войны он работал в качестве помощника в Институте кайзера Вильгельма под руководством Герберта Фрейндлиха и в 1922 году получил докторскую степень, защитив диссертацию по ненасыщенным соединениям кремния. В 1928 году он защитил докторскую диссертацию в Гейдельберге, где в 1934 году получил звание ассистент-профессора неорганической химии. С весны 1936 года по 1945 год Каутский преподавал в Лейпцигском университете в звании профессора кафедры неорганической и структурной химии. В 1943 году его институт был разрушен. Американцы высоко оценили исследования в Лейпцигском университете и в июне 1945 года перевезли профессора в Вайльбург. С 1947 года он пытался заново организовать институт неорганической химии в университете Марбурга, где получил должность профессора, но потерпел неудачу.

## Научные работы
Основным направлением научной деятельности Каутского была химия кремния. В частности он изучал образование силоксанов, двумерных полимерных соединений кремния, кислорода и водорода из дисилицида кальция (CaSi2). Наряду с этим он занимался изучением гидрозолей кремниевой кислоты в расчете на возможность их применения для катализа. К его интересам также относилась химия поверхности, а именно аспект энергетических превращений на поверхности (флуоресценция, фосфоресценция и фотохимические реакции). Он проводил обширные исследования по флуоресценции хлорофилла в контексте преобразования солнечной энергии в химическую в процессе ассимиляции углерода. Именем Каутского назван один из силоксенов — силоксен Кауцкого.
Профессор Каутский и его соавтор А. Хирш обнаружили увеличение флуоресценции выдержанных в темноте фотосинтезирующих объектов после облучения их светом, наблюдая изменение флуоресценции исключительно при помощи своих глаз. Они опубликовали эти наблюдения в одностраничной статье под заголовком «Новые эксперименты по ассимиляции диоксида углерода» в журнале Naturwissenschaften. Изменение флуоресценции хлорофилла во времени имело хорошую отрицательную корреляцию с кривой поглощения CO2, ранее опубликованной Отто Варбургом в 1920 году.
Каутский наткнулся на феномен флуоресценции хлорофилла по счастливой случайности. В то время главенствовало представление, что молекула хлорофилла напрямую связывает CO2 и, поглощая энергию света, напрямую преобразуют её в энергию химической связи. Когда Каутский в своей работе 1931 года заявил, что флуоресценция хлорофилла не изменяется в зависимости от содержания в окружающей среде CO2, большинство учёных посчитало, что его оборудование неисправно: казалось немыслимым, что флуоресценция никак не зависит от концентрации углекислого газа. Каутский, хотя и не был физиологом растений, а получил образование в области физической химии, предположил, что световые реакции и фиксация углекислого газа — это два отдельных процесса фотосинтеза. Его идея оставалась непризнанной вплоть до 1951 года, когда была опубликована работа Рабиновича и Дюйзенса, и появилась концепция темновой и световой фазы фотосинтеза.
Исследуя флуоресценцию хлорофилла в живых объектах, Каутский и коллеги заметили, что она существенно слабее ярко-красной флуоресценции экстракта хлорофилла и к тому же затухает со временем. Пытаясь объяснить этот феномен, они предположили, что происходит тушение флуоресценции некой неизвестной молекулой. Каутский предположил, что этой молекулой может быть кислород. Чтобы доказать эту идею, он провёл простой эксперимент: краска-фотосенсибилизатор закреплялась на силикагелевой подложке и помещалась в один раствор с органическим субстратом, также закреплённом на подложке. При облучении светом происходило окисление субстрата, из чего следовало, что окисление опосредованно некой газообразной частицей. Каутский также обнаружил, что кислород тушит флуоресценцию и замедленную флуоресценцию красителей, закреплённых на подложке. Из этих результатов, а также опираясь на данные Роберта Малликена, недавно расшифровавшего структуру энергетических уровней O2, он сделал правильный вывод, что в ходе фотосинтеза и фиксации CO2 может происходить перенос энергии на кислород с образованием синглетного кислорода 1O2. Однако он неверно полагал, что кислород может быть первым акцептором энергии или электронов в ЭТЦ фотосинтеза. Тем не менее в то время эту концепцию не признали, а работы Каутского длительное время игнорировались из-за своей инновационности. Каутский умер, не зная, что в 1964 году, почти 33 года спустя после его первой публикации в этой области, его выводы о важности кислорода в процессе фотосинтеза полностью подтвердились.